# サント・ダイミ

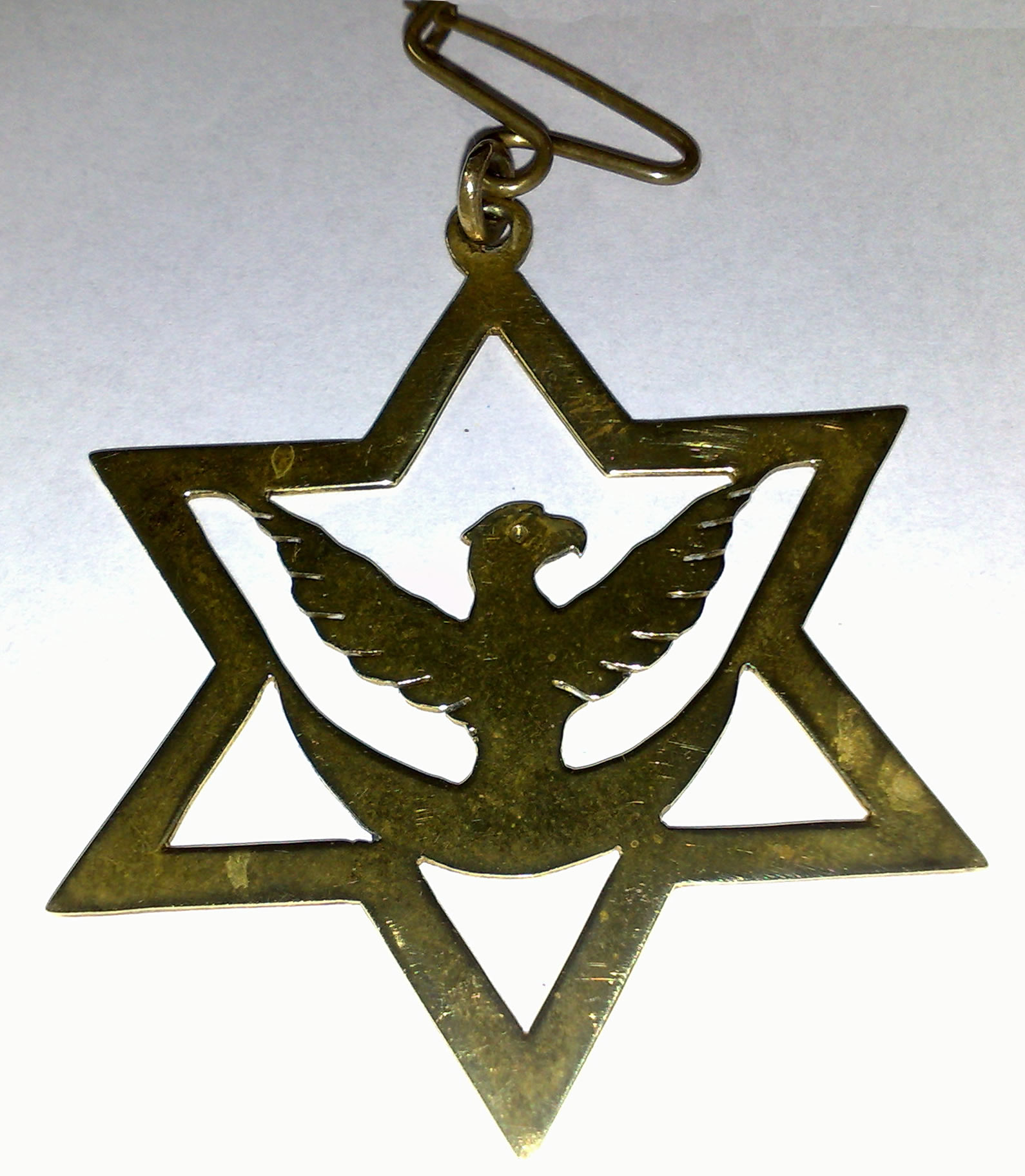
鷲と三日月のある六角星は、サント・ダイミのシンボルで宗教的実践者が身に着けている。

サント・ダイミ(Santo Daime)は、1930年代、ライムンド・イリネウ・セーハ（Raimundo Irineu Serra）によって、ブラジルのアマゾンにあるアクレ州にて創始された混交宗派である。彼は信者にメストリ・イリネウと尊称される。
民衆カトリシズムをベースに、アフロ・ブラジリアン宗教やアマゾンの伝統的なシャーマニズムを継承しており、霊的伝統の複数の要素が組み合わさっている。
儀式において、信者がダイミと呼ぶ向精神性のアヤワスカが用いられる。サント・ダイミ教会では、イリネウの提唱した「調和、愛、真実、正義」を心に刻み、健全な生き方を促進させることを目指す。1990年代には運動は世界にも広がった。

## 歴史
サント・ダイミは、時に単に「メストリ・イリネウの信条」と呼ばれ、1920年代にはじめられた宗教的な実践に与えられた名称である。北ブラジル出身のライムンド・イリネウ・セーハが、1930年代のアクレ州（西ブラジル）にてはじめたものである。
イリネウは1892年にアフリカ系の両親のもとに生まれ、1912年には西アマゾン地域に移住し、そしてゴムの樹の採取産業の興隆にひきつけられ、ゴム採取人として植民した。在地の民間医療従事者との接触により、アヤワスカを伝授された。最初にアヤワスカを飲んだのはブラジル、ボリビア、ペルーの国境区域である。森の中で独りで八夜を過ごし、引き続きヴィジョンを体験したことで、霊的な儀式にアヤワスカを用いることを伝導していくことになった。たくさんの人々が、普通の医療にかかるお金がなかったり、効かなかったために、癒しを求めて彼のもとへと集まるようになった。
早期の実践者には読み書きのできる人が少なかったため、当初のサント・ダイミの教えは文書化されたものではなく、詩的で隠喩的なイメージを介して、愛、調和、強さといった永続的な価値を見出すために、聖歌を歌うことで体験として学んだ。
カルデシズムの系譜の心霊主義（スピリティズム、エスピリティズモ）の影響も受けながら、アマゾニアの外部に向けて拡大し、主に中産階級出身者たちに広がっていった。2005年時点で、サント・ダイミは23か国に教会を持っている。

## 分派
1971年にメストリ・イリネウが死去すると、サント・ダイミのコミュニティは多様化することになる。その最大のものは、セバスチャン教父 (Sebastião Mota de Melo) と呼ばれるパドリーニョ・セバスチャンが、1974年にリオ ･ ブランコにライムンド・イリネウ・セーハ光の総合センターを創設した。
教会の文書によれば、この分裂は大麻の使用についての意見相違もあった。セバスチャンの信奉者は、大麻を植物の癒しの師だと信じ、聖マリア (Santa Maria)と呼び、霊の顕現性を補助するために儀式で用いた。その後、コミュニティにより正式に使用が禁止された。

## アヤワスカ

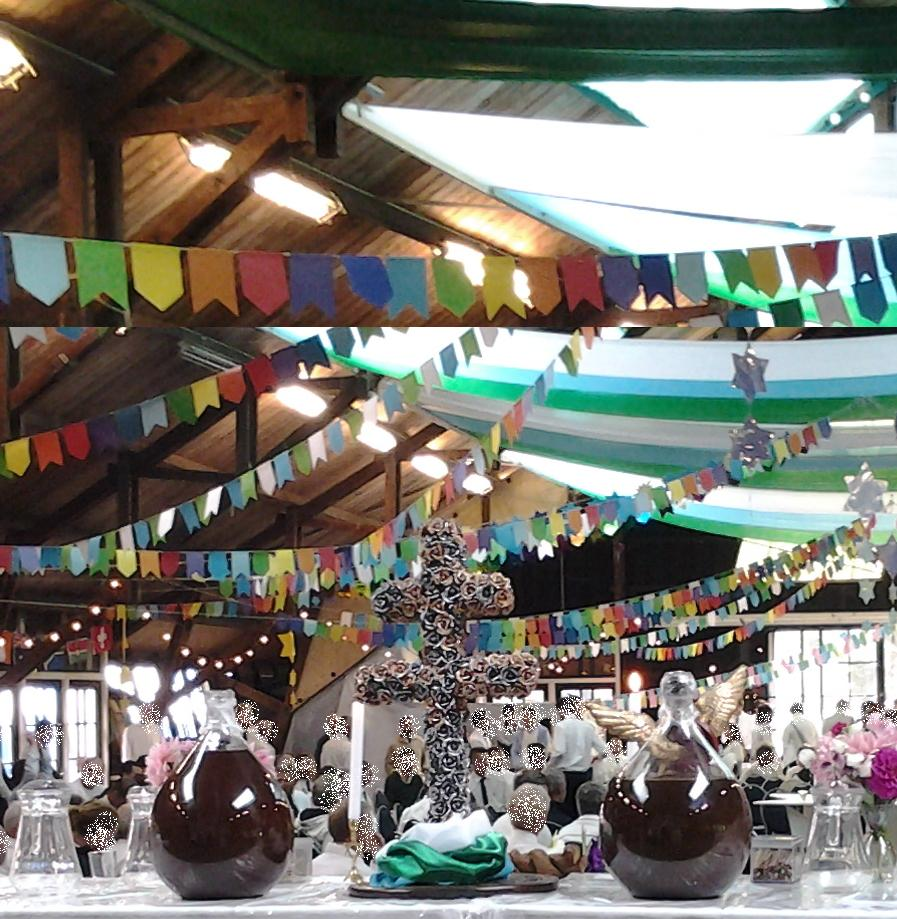
アヤワスカ（サント・ダイミでは「サントダイミ」と呼ばれる）を用いた儀式。横に1本多いダブル・クロスはサント・ダイミのシンボル。

アヤワスカは、DMTを含むサイコトリア・ヴィリディスの葉と、ハルマラ・アルカロイドを含むバニステリオプシス・カーピの樹皮を煮込んで作られる幻覚剤である。サント・ダイミでは、このお茶をダイミやハインヤと呼び、神様のお茶として神を讃えるイナリオを歌いながら作られる。
日本社会における非合法の「幻覚剤」あるいは「向精神性の薬物」全般と異なり、アマゾニアにおいてアヤワスカは嗜好目的ではなく、歴史的にも現代においても、常に宗教儀礼で、心身の様々な疾患の治療、あるいは神や精霊など超自然的存在との交感、世界の摂理の解明といった宗教的・精神的探求を目的に使われている。当事者の間では、アヤワスカを適切に利用した場合、無害であるのはもちろん、心身の健康を増進すると理解されているが、こうしたアマゾニアに固有な世界観・歴史・文化と切り離された状態で、専門家の導きなしに安易に使用する行為は危険である。

## 法律

### ブラジル
ブラジルでは連邦薬物審議会 (CONFEN) が、宗教的な実践としてアヤワスカを使うことを支持してきた。1987年にはCONFENが研究を実施した。ウニオン・ド・ヴェジタル (UDV) など他の団体の調査も含まれている。結論として、コミュニティにおける社会的な調和と個々人としての統合に対して、非常に肯定的な影響を与えているとした。
2010年に発布された決議では、アヤワスカの製造、保管、使用といった一連の行為は、宗教儀礼を究極的な目的として行われる場合「正当」と見なされる。その正当性のスクリーニングのため、アヤワスカの実践者たちは宗教法人を設立し、国立薬物政策評議会（CONAD）に登録しなければならない。また、アヤワスカの外部への流通は制約されており、製造、保管、使用が宗教法人の内部で完結している必要がある。よって、アヤワスカを使用する宗教団体には、自給を行うに足る基盤が必要になる。

### アメリカ
アメリカ合衆国では、アヤワスカの宗教的な使用は、政府による禁止を却下したUDVへの最高裁判決（Gonzales v. O Centro Espirita Beneficente Uniao do Vegetal）があり、非合法ではない。2008年時点で、UDVは麻薬取締局 (DEA) とも交渉中である。
2008年には、オレゴンのサント・ダイミ教会は連邦裁判所に訴訟を起こし、教会の主張を支持する判決が下された。2017年6月、カナダのサント・ダイミ教会は、17年にわたるカナダ政府への働きかけの結果、アヤワスカをスピリチュアルな儀式のための聖餐として輸入し使用することを許可された。

### 欧州
オランダでの2001年の訴訟は勝訴し、アヤワスカの使用を継続できることとなった。勝訴のひとつの要因は、国際麻薬統制委員会の長官からオランダ保健省への、薬物規制条約の規制下にないことを記したFAXである。
2006年のイタリアでの判決では、同国において違法であったという十分な証拠が提示されなかった。

## 学術研究
ひとつめの重要な研究は、1980年代末にブラジル政府が公式に実施したものであり、1992年のブラジルでのアヤワスカの宗教的な使用に合法性を与えた。もうひとつは、国際的な学者が実施しているHoasca計画 (Hoasca Project) がある。
スペインの研究チームが実施した対照群を用いた横断研究は、アヤワスカを月に2度以上用いた信者を対象にしたものだが、使用群における精神的健康の不調や認知障害の証拠はなかった。